# ليبيد إيثري

في الكيمياء العضوية عمومًا، يدل مُصطلح ليبيد إيثري (بالإنجليزية: Ether lipid)‏ على جسر الإيثر بين مجموعة ألكيل (ليبيد) ومجموعة أريل أو ألكيل غير محددة، وليس بالضرورة غليسرول. إذا كان الغليسرول مُشاركًا فيها، فيطلق على المركب اسم إيثر غليسيريلي والذي قد يأخذ شكل ألكيل غليسرول أو يكون متحدًا مع مجموعة فوسفاتيد.

## وصلات خارجية
- Ether+phospholipids في المكتبة الوطنية الأمريكية للطب نظام فهرسة المواضيع الطبية (MeSH).